# Émile Mayrisch
Jacob Émile Albert Mayrisch (Eich, 10 oktober 1862 – Châlons-sur-Marne, 5 maart 1928) was een Luxemburgs industrieel.

## Biografie
Émile Mayrisch was een zoon van Édouard Mayrisch en Mathilde Metz. Zowel zijn vader als grootvader waren arts. Hij bezocht het Athénée de Luxembourg in de hoofdstad en studeerde aan de Rheinisch-Westfälische Technische Hochschule (RWTH) in Aken (1881-1885). Hij behaalde geen diploma, maar dat was destijds niet nodig om als ingenieur te kunnen werken.
In 1885 ging hij aan de slag bij de door zijn oudoom Norbert Metz opgerichte 'Schmelz' in Dudelange. Een jaar later werd hij productiemanager bij de hoogovens in Rodange. Hij keerde in 1891 terug naar Dudelange, werd er ingenieur-chemicus, hoofd van het laboratorium en was er vanaf 1897 directeur van de ijzersmelterij. Hij breidde het bedrijf uit en sloot het aan bij het Stahlwerkverband. In 1911 zorgde hij voor het samengaan van drie Luxemburgse smelterijen tot de Aciéries Réunies de Burbach-Eich-Dudelange (ARBED), waarvan hij technisch directeur werd. Na de Eerste Wereldoorlog werd Mayrisch voorzitter van de directie van ARBED en onderhandelde in die functie over een algemene overeenkomst tussen de Duitse, Franse, Belgische en Luxemburgse staalindustrieën. Gaston Barbanson volgde hem in 1919 als voorzitter op. In 1926 werd de Entente Internationale de l'Acier (E.I.A.) opgericht, een kartel van staalproducenten uit België, Duitsland, Frankrijk en Luxemburg, waarvan Mayrisch president werd. In hetzelfde jaar werd hij door de RWTH benoemd tot eredoctor.
Mayrisch was in 1894 getrouwd met Aline de Saint-Hubert, zij kregen twee kinderen. In 1914 richtten zij het Luxemburgse Rode Kruis op. In 1917 kochten zij kasteel Colpach, dat ze door architect Sosthène Weis lieten vergroten. Het gezin verhuisde in 1920 naar het landgoed en ontving er in de loop der jaren diverse intellectuelen, kunstenaars en politici. 
Émile Mayrisch overleed bij een auto-ongeluk, onderweg naar een bijeenkomst van de E.I.A.

## Eerbetoon
In 1932 werd voor het stadhuis in Dudelange een monument ter herinnering aan Mayrisch opgericht, gemaakt door beeldhouwer Albert Kratzenberg. Het verhuisde later naar het Park Émile Mayrisch. In 1933 werd op het Square Émile Mayrisch in Esch-sur-Alzette een monument onthuld met beeldhouwwerk van de Franse beeldhouwer Louis Dejean. In Esch werden ook het Centre hospitalier Émile-Mayrisch en het Emile Mayrischstadion naar hem vernoemd.
Door de Luxemburgse Post werden postzegels uitgegeven met Mayrisch' beeltenis, ter gelegenheid van zijn 50e sterfdag (1978) en het 70-jarig jubileum van het eerste internationale staalakkoord (1996). In 1999 werd ook een postzegel uitgebracht met het portret van zijn vrouw.

Monument in Dudelange
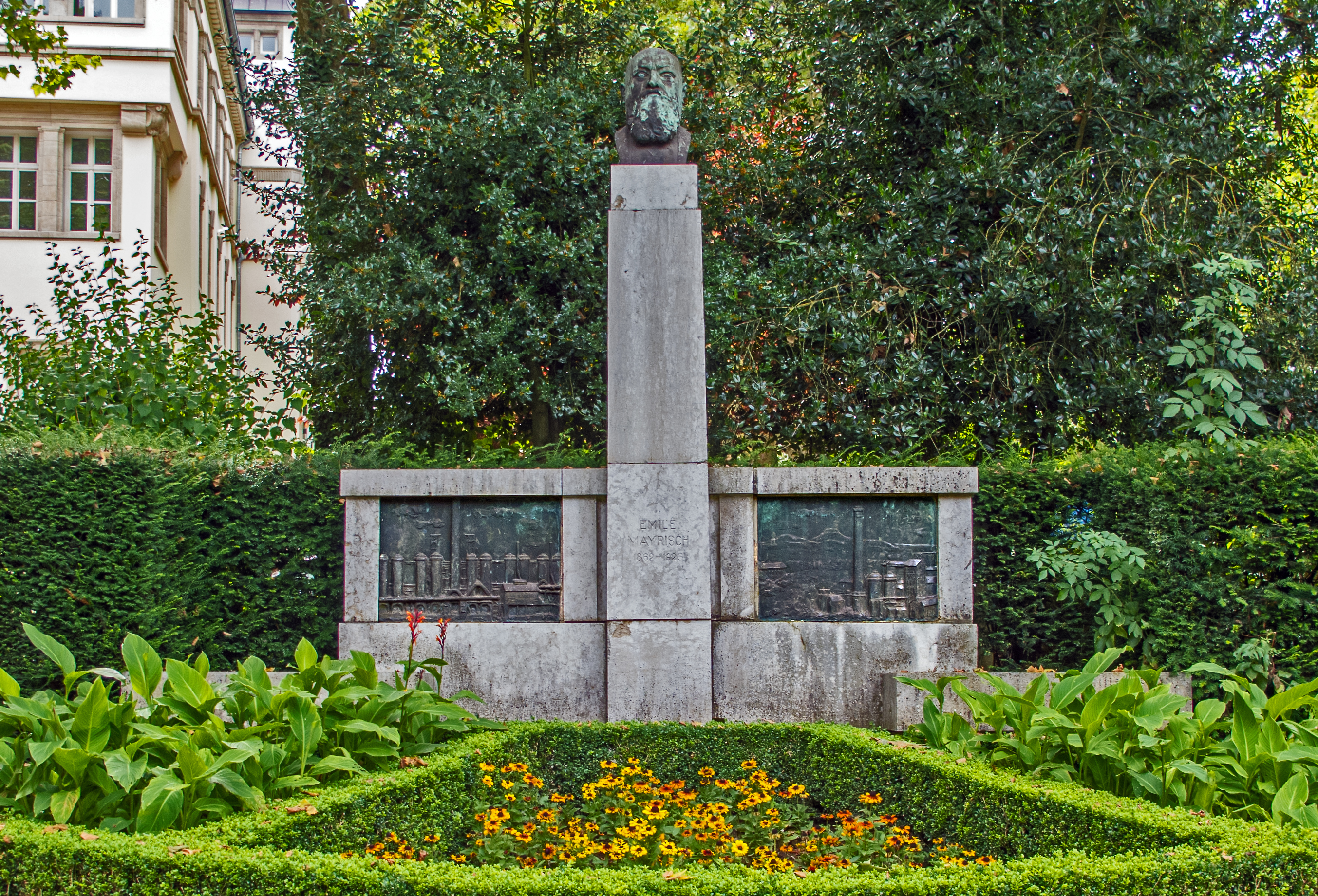
Monument in Esch-sur-Alzette

- Bibliothèque nationale de France: cb129182925 (data)
- Gemeinsame Normdatei: 122680553
- International Standard Name Identifier: 0000 0000 1660 888X
- Library of Congress Control Number: n2015026291
- Nederlandse Thesaurus van Auteursnamen: 113274521
- Virtual International Authority File: 46890708
- WorldCat: E39PBJdGT3WYxHx4hjWqYwwt8C